# 압하지야 혁명
압하지야 혁명은 2014년 5월 27일 시위대 수백 명이 압하지야 대통령 궁전을 습격하면서 시작되었다. 전 압하지야의 대통령인 알렉산드르 앙크바브는 이를 쿠데타 시도라고 보고, 이에 대해 대통령을 사임하겠다는 뜻을 밝혔다.

## 배경
2011년 5월, 세르게이 바갑시가 공무 중 사망하면서, 2011년 압하지야 대통령 선거가 시작되었다. 이 선거에서 알렉산드르 앙크바브가 54.9%의 지지율로 당선되었다.

## 연대표

### 5월 27일
5월 27일 밤, 5천 명의 시위대가 수후미의 대통령궁을 습격하고 점령했다. 반정부 시위대 지도자들은 두 시간 동안 앙크바브와 대화를 나눴다. 러시아는 이에 대해 라시트 누르갈리예프와 발디슬라프 수르코프를 압하지야에 보냈다.

### 5월 31일
압하지야 인민 회의는 앙크바브 탄핵 투표에서 24-0(1명 기권, 10명 불참석)으로 통과되었다. 앙크바브는 이 결정을 거부하고 계속 대통령직에 남아 있을 것이라고 말했다.

### 6월 1일
앙크바브가 "국가의 안정을 유지하는 것을 목표"로 사임했다. 시위대가 수후미 거리에서 축하했다.

## 여파
임시 대통령 발레리 바강바는 주요 목표로 성공적으로 조기 대선을 치를 것이라고 말했다. 앙크바브 또한 이 선거에 출마할 것이라고 말했다.

## 같이 보기
- 2014년 크림 위기
- 2014년 우크라이나 친러시아 반란